# 文政丁銀

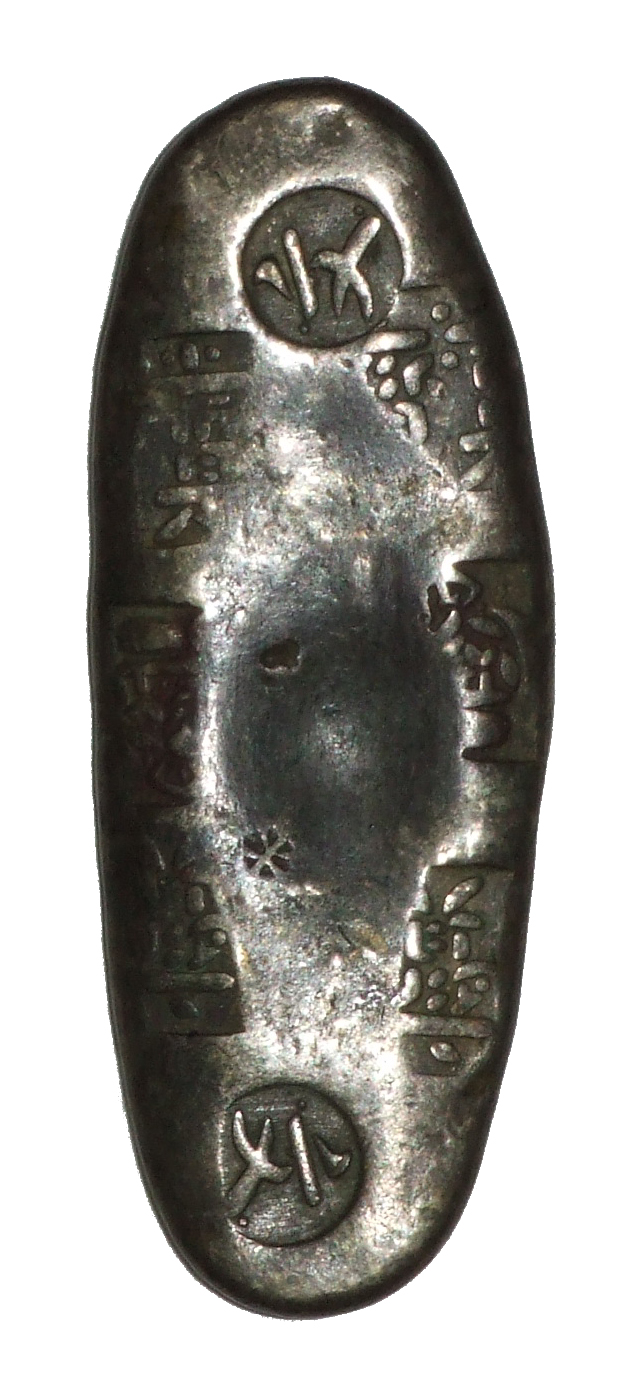
文政丁銀（新文字丁銀）

文政丁銀（ぶんせいちょうぎん）とは、文政3年5月4日（1820年6月14日）から鋳造を始め、同年7月20日（1820年8月28日）より通用開始された丁銀の一種で秤量貨幣である。先に発行された元文丁銀と区別するため新文字丁銀（しんぶんじちょうぎん）あるいは草文丁銀（そうぶんちょうぎん）とも呼ばれる。また文政丁銀および文政豆板銀を総称して文政銀（ぶんせいぎん）、新文字銀（しんぶんじぎん）、あるいは草文銀（そうぶんぎん）と呼ぶ。

## 概要
表面には「（大黒像）、常是」および「常是、寳」の文字に加えて草書体の「文」字の極印が打たれていることで元文丁銀と区別する。また12面の大黒像を打った十二面大黒丁銀は上納用あるいは祝儀用とされる。

## 略史
幕府の御用人として取り立てられた田沼意次は秤量銀貨の両への統一を模索し、金遣いの江戸においても流通させることが可能な計数銀貨として、田沼の命を受けた川井久敬の建策により南鐐二朱判を発行した。この南鐐二朱判は一両当りの含有銀量が21.6匁程度であり、一両当りの換算で27.6匁の含有銀量である古文字銀より少なく、また丁銀から南鐐二朱判への吹替えが進行したため銀相場が上昇し、これはやがて解消されたが、文政2年6月（1819年）の小判の吹替えにより同年12月に再び銀相場が一両＝52.7匁まで騰貴した。さらに奢侈的な風潮となる中幕府の支出増加による財政悪化を解消するため、勘定奉行公事方である服部貞勝の上申により出目（改鋳利益）獲得を目的として小判に遅れること1年後、貨幣吹替えが行われた。元禄および元文の吹替えは金銀を同時に行うものであったが、文政の吹替えではそのような計画性は見られず、財政難を理由とする場当たり的なものであった。また文政の一連の吹替えに際し、鉱山からの金銀の産出に多くを求めることができなかったため、ほとんどが旧貨の回収によるものであった。
寛政12年11月11日（1800年12月26日）、銀座改革により江戸京橋の銀座が蛎殻町に移転して銀座の機能が江戸に集約された後であったため、文政銀以降の銀貨はすべて江戸にて鋳造された。
当初、古文字銀との引換に対する増歩は与えられず、また新旧文字銀が無差別通用の規定であったため引き換が思う様に進捗せず、幕府は文政7年2月14日（1824年3月14日）、両替商に引換の強制を命じ、同年閏8月からは引き換えに訪れた者の住所までの距離に応じて増歩は銀十貫目以上差し出すものについて、一里につき銀一貫目に付銀三分、引替えに訪れた者の住所までの距離に応じて増歩をつけたというが新文字銀の発行高は思うように伸びなかった。さらに幕府は同年3月に、翌年2月迄（1825年4月17日）に古文字銀の通用停止を布告したが旧銀の回収は進捗せず、結局古文字銀の通用停止は文政10年1月末（1827年2月25日）となった。
また南鐐二朱判のような計数貨幣が次第に流通の中心となり丁銀を凌駕するようになり、秤量銀貨の地位は次第に低下した。新文字銀の銀含有量を一両当りに換算すると、明和南鐐二朱判一両の含有銀量にほぼ等しく、含有銀量が不足する名目貨幣が先導して後に本位貨幣的な丁銀の含有銀量が決まったといえる。通用停止は文政金、草文二分判、文政南鐐二朱銀、および文政南鐐一朱銀と共に天保13年8月2日（1842年9月6日）であった。またこれらの通用停止を8月6日（1842年9月10日）とする文献も存在する。

## 文政豆板銀

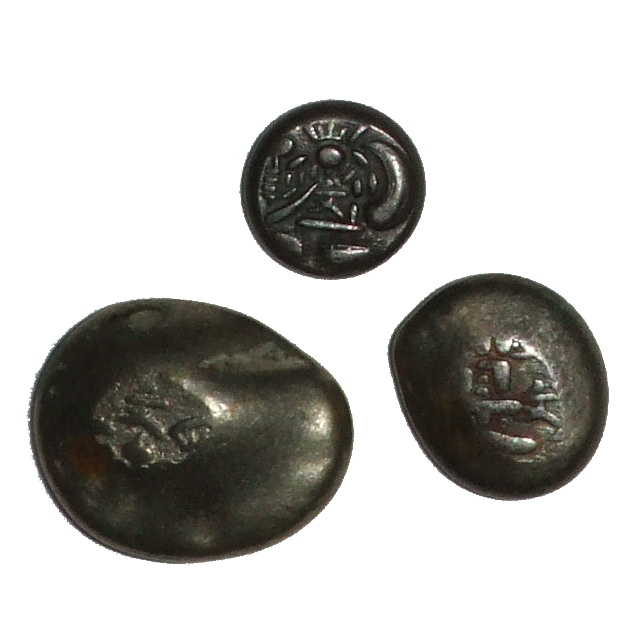
文政豆板銀（新文字小玉銀）

文政豆板銀（ぶんせいまめいたぎん）は文政丁銀と同品位の豆板銀で、「寳」文字および草書体の「文」字を中心に抱える大黒像の周囲に小さい「文」字が廻り配列された極印のもの「廻り文」を基本とし、また「文」字が集合した「群文」、大文字の「文」字極印である「大字文」などが存在する。

## 草文銀の品位
『旧貨幣表』によれば、規定品位は銀36％（六割四厘引ケ）、銅64％である。
| 銀銅 |

明治時代、造幣局により江戸時代の貨幣の分析が行われた。古賀による草文銀の分析値の結果は以下の通りである。
- 金0.06％
- 銀35.25％
- 雑64.69％

雑分はほとんどが銅であるが、少量の鉛などを含む。

## 草文銀の鋳造量
『旧貨幣表』によれば、丁銀および豆板銀の合計で224,981貫900匁（約841トン）である。
公儀灰吹銀および回収された旧銀から丁銀を吹きたてる場合の銀座の収入である分一銀（ぶいちぎん）は鋳造高の7%が銀座役所に取り置かれたが、諸国灰吹銀の買上げ、諸経費などを差し引き残り3.5%となった。また吹替えにより幕府が得た出目（改鋳利益）は31,803貫であった。